# Palazzo Carafa di Belvedere (Nápoly)
A Palazzo Carafa di Belvedere vagy Villa Carafa di Belvedere egy 16. századi nápolyi palota a Posillipo felé vezető út mentén. A 17. majd a 19. században is átalakították. Parkjában a birtok tulajdonosa a 17. században, Tiberio Carafa vadászatokat rendezett. Mára a parknak csak töredéke maradt fent. A palota magán visel úgy reneszánsz, mint barokk és rokokó jegyeket.